# Балабанов, Василий Васильевич
Василий Васильевич Балабанов (1873—1947) — бывший губернатор Туркестана в царской России, управляющий Семиречья, эсер, комиссар Временного правительства.

## Биография
Родился 30 января 1873 года в г. Бахмут, Российская империя. Был третьим ребёнком из пяти в семье Василия Степановича Балабанова и Марии Муравской.
Первый раз женился в 1892 году. Через 2 года, в 1894 году, закончил Московский университет и вернулся в Бахмут.
По возвращении в Москву после поездки в 1905 году по азиатским областям Балабанов получил государственную поддержку своей идеи о наделении теми землями крестьян. После поражения в Русско-японской войне Василий Балабанов получил титул министра Туркестана по делам переселения и помогал новоприбывшим заселять местность.
В 1913 году Балабанов был назначен генерал-губернатором Туркестана. Его первая жена умерла, оставив после себя четверых детей (Галина, Сергей, Алексей и Клара — все родились в Бахмуте). Балабанов вторично женился на дочери еврейского торговца из Одессы — Анастасии Квасницкой. У них родилось ещё 3 детей (Владимир, Василий и Тарас).
В годы Гражданской войны в Туркестане Василий Балабанов работал на дипломатической работе с белым генералом, атаманом Оренбургского казачества — Александром Дутовым.
В Канаде вместе с членами своей семьи Балабанов поселился на ферме в Ричмонде близ Ванкувера и в местечке Гранд-Форкс, Британская Колумбия.
Умер 27 января 1947 года в Ванкувере.